# Sport Vereniging Transvaal

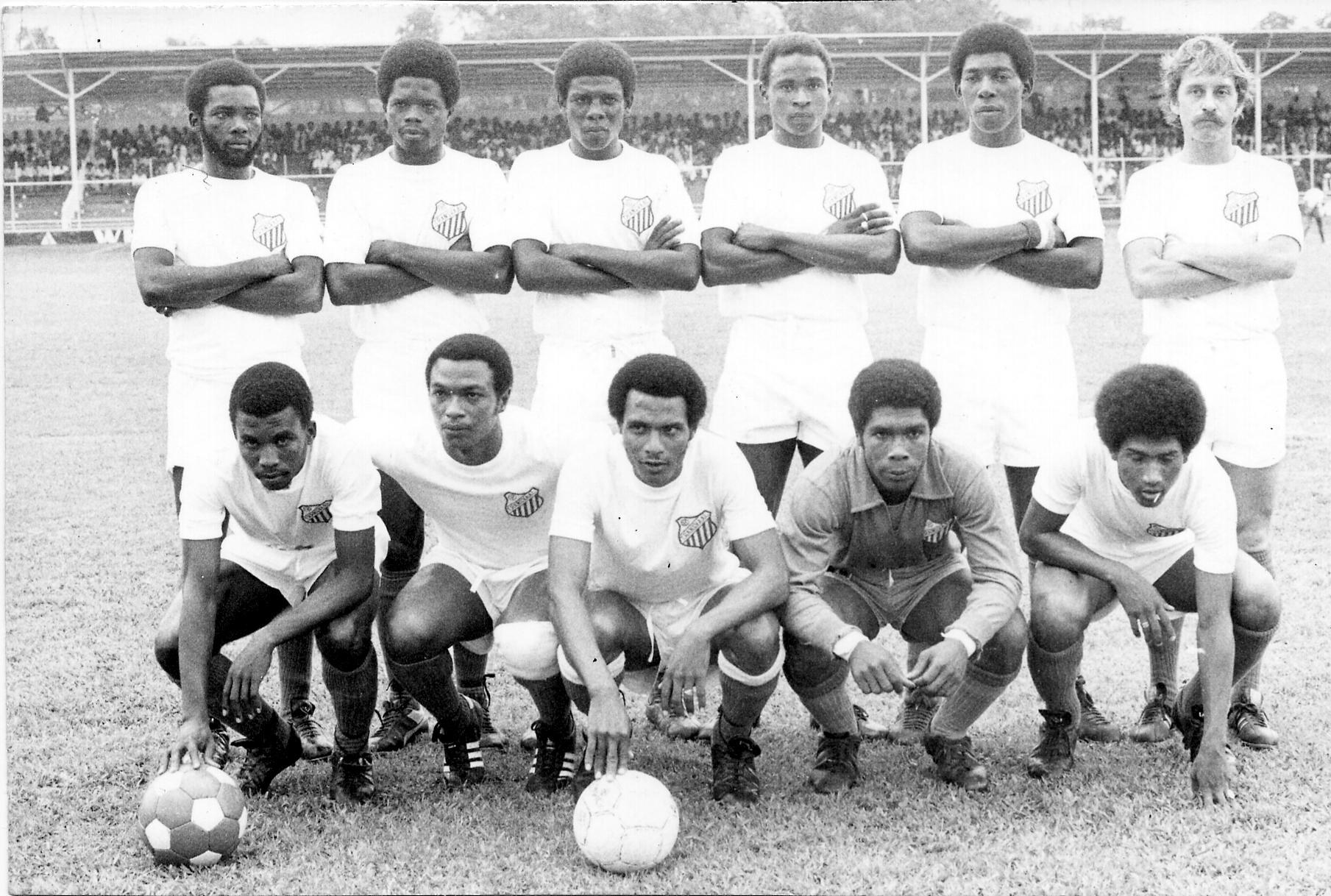
S.V. Transvaal, equipo de 1973 en el Estadio Andre Kamperveen.

El Sport Vereniging Transvaal, también conocido como SV Transvaal, es un equipo de fútbol de Surinam. Fue fundado el 15 de enero de 1921, hace de local en el Estadio Andre Kamperveen y actualmente juega en la Liga Mayor de Surinam.
Es el segundo club más exitoso del país, detrás del SV Robinhood. A nivel nacional ha logrado conseguir 19 ligas, 3 copas y 2 supercopas, y a nivel internacional ha logrado conseguir dos títulos de la Copa de Campeones de la Concacaf y otros 4 subcampeonatos, siendo el único equipo de Surinam y Sudamérica en lograrlo.
El Transvaal fue nombrado por la IFFHS como uno de los diez mejores equipos de la Concacaf del siglo XX, terminando en quinta posición y siendo superado únicamente por el Deportivo Saprissa, Olimpia, Comunicaciones y CSD Municipal y
superando a clubes como el Alajuelense, Necaxa, Cruz Azul, Alianza Fútbol Club y Club América.

## Historia
El club de fútbol fue fundado en 1921 por un grupo de estudiantes de la escuela Hendrik, un establecimiento de educación secundaria en Paramaribo. Entre los estudiantes fundadores se encontraban los hermanos Leckie y Elliot. Ellos le dieron el nombre al club, llamándolo Transvaal en referencia a una de las provincias más importantes de la Unión Sudafricana.
En el año 1924 el equipo realiza su primera participación en la Tweede Klasse (Segunda División de Fútbol de Surinam), terminando en el primer lugar y ganando la promoción directa a la Hoofdklasse (Primera División de Fútbol de Surinam).
En el año 1925 el equipo realiza su primera participación en la Hoofdklasse (Primera División de Fútbol de Surinam), consagrándose campeón en ese mismo año.
Desde ese entonces el equipo se ha convertido en uno de los más exitosos del país, obteniendo 19 títulos de la primera división.
El SV Transvaal es el único equipo de Surinam en haberse convertido en campeón continental obteniendo los títulos de la Copa de Campeones de la Concacaf 1973 y la Copa de Campeones de la Concacaf 1981, en las dos ocasiones de la mano del técnico Humbert Boerleider.

## Palmarés

### Torneos Nacionales (24)
- Liga Surinamense (19): 1925, 1937, 1938, 1950, 1951, 1962, 1965, 1966, 1967, 1968, 1969, 1970, 1973, 1974, 1990-91, 1991-92, 1995-96, 1997, 1999-00.

- Copa de Surinam (3): 1996, 2002, 2008.

- Supercopa de Surinam (2): 1997, 2008.

### Torneos internacionales (2)
- Liga de Campeones de la Concacaf (2): 1973, 1981.
- Subcampeón Liga de Campeones de la Concacaf (3): 1974, 1975, 1986.

## Resultados en competiciones de la Concacaf
- Copa de Campeones de la Concacaf: 15 apariciones

- Copa de Campeones de la Concacaf 1965 - Primera ronda - Grupo B.
- Copa de Campeones de la Concacaf 1968 - Ronda Final - 2.º Lugar, derrotado por  Deportivo Toluca.
- Copa de Campeones de la Concacaf 1970 - Semifinal - derrotado por  Cruz Azul, el SV Transvaal se retiró del torneo.
- Copa de Campeones de la Concacaf 1971 - Ronda Final - 5.º Lugar Etapa de Grupos, Organizada por  Comunicaciones en Guatemala.
- Copa de Campeones de la Concacaf 1973 - Campeón -  Deportivo Saprissa se retiró del torneo estando clasificado a la final.
- Copa de Campeones de la Concacaf 1974 - Subcampeón - derrotado por  Municipal 4-2 en el resultado global.
- Copa de Campeones de la Concacaf 1975 - Subcampeón - derrotado por  Atlético Español 5-1 en el resultado global.
- Copa de Campeones de la Concacaf 1978 - Segunda Ronda (Región Caribe) - derrotado por  Defence Force 4-2 en el resultado global.
- Copa de Campeones de la Concacaf 1980 - Tercera Ronda (Región Caribe) - derrotado por  Robinhood 4-3 en el resultado global.
- Copa de Campeones de la Concacaf 1981 - Campeón  - derrotando a  Atlético Marte 2-1 en el resultado global.
- Copa de Campeones de la Concacaf 1986 - Subcampeón - derrotado por  Alajuelense 4-2 en el resultado global.
- Copa de Campeones de la Concacaf 1990 - Cuarta Ronda - derrotado por  Pinar del Río 2-0 en el resultado global.
- Copa de Campeones de la Concacaf 1991 - Segunda Ronda (Región Caribe) - derrotado por  Police 4-0 en el resultado global.
- Copa de Campeones de la Concacaf 1992 - Segunda Ronda (Región Caribe) - derrotado por  Sithoc 3-2 en definición por penales.
- Copa de Campeones de la Concacaf 1996 - Cuarta Ronda - derrotado por  Seattle Sounders 10-0 en el resultado global.
- Copa de Campeones de la Concacaf 1997 - Primera Ronda, Fase de grupos - Organizada por  Seba United en Jamaica.

## Estadio
El Estadio Andre Kamperveen es el estadio local del club y cuenta con una capacidad para 7000 espectadores sentados y está ubicado en Paramaribo.

## Generación dorada de 1981
Si de méritos se habla, se puede decir que el Transvaal es el equipo más importante de Surinam. Su palmarés tiene una envidiable marca de 19 títulos de liga, cuatro Copas Presidente y dos copas de la que ahora sería la Liga de Campeones de la Concacaf, uno de ellos se lo ganó nada menos que al Atlético Marte de El Salvador.
Fue en 1981 cuando se disputó ambas finales en la ciudad de Paramaribo, capital surinamesa, ya que según cuentan los exjugadores, el inicio de la guerra civil en nuestro país fue motivo para que la Concacaf decidiera realizar ambos encuentros en el Estadio André Kamperveen.
El primer encuentro se disputó bajo una gran tormenta, nunca había llovido como en esa ocasión. El terreno de juego se puso feo y afectó a los dos equipos, recuerda Wesley Bundel, centrocampista que disputó los dos encuentros. El Marte quería jugar con pases cortos, pero no pudo, eso lo aprovechamos nosotros, indicó.
Bundel anotó el gol con el que finalizó el primer partido con empate 1-1. Fue de tiro libre, recuerdo que casi no le habíamos pegado al marco, pero le di con todo y creo que su portero aún está buscando por dónde pasó la pelota, dijo.
Para el segundo enfrentamiento, Johan Leisberger anotó el gol con el que los surinameses se llevaron la victoria gracias a una gran jugada de velocidad. El capitán Hagadeau fue el encargado de levantar el título y gracias a la gran actuación de su delantero Theo Klein fue aclamado como el jugador del partido y recibió el premio del jugador del año en Surinam ese año.
El Transvaal alineó con Barron en portería; Hagadeau, Schaul, Brammerlo, Oehlers; Vanenburg, Leisberger, Bundel, Mortan; Corte y Theo Klein.
| Sai Sang Barron Lagadeau Schal Olmberg Brammerloo Bundel Leisberger Vanenburg Corte Klein |

|  |

De la mano del técnico Humbert Boerleider el equipo mostraba un buen espectáculo de fútbol en cada partido y su estilo de juego era un juego de gran técnica y velocidad. Para muchos esa es la mejor generación de jugadores que ha tenido el club.

## Entrenadores notables
- Jules Lagadeau (1973 - 1974)
- Humbert Boerleider (1975-1981)
- Van de Boerleider (1981-2013)
- Wensley Bundel (2013-2016)

## Récords
- Segundo club con más ligas y copas locales de Surinam detrás del SV Robinhood.
- Único club de Surinam y Sudamérica en ganar la Concacaf Liga de Campeones en las ediciones 1973 y 1981.
- Club de Surinam con más finales disputadas de la Concacaf Liga de Campeones (1973, 1974, 1975, 1981 y 1986).
- Primer equipo en ganar el campeonato de Tweede Klasse invicto en 1924.
- El primer equipo en no conceder goles en una temporada de Tweede Klasse en 1924, manteniendo una hoja limpia en cada partido.
- Primer equipo en ganar el campeonato nacional de Hoofdklasse invicto en 1973.
- Quinto mejor club de la Concacaf del siglo XX (único en Surinam) según la IFFHS.
- Transvaal fue el oponente del Santos FC de Brasil en el partido número 1000 de Pelé jugado el 28 de enero de 1971.
- Como hito personal está la victoria conseguida el 28 de enero de 1969 por 3 a 2 al Flamengo de Brasil en un partido amistoso.

## Rivalidad
El club mantiene una importante rivalidad con el club S.V. Robinhood, con el que disputa el Derbi de Surinam. El Robinhood es el equipo con más ligas y copas locales, mientras que el Transvaal es el segundo del país tanto en ligas como en copas locales, aunque el Transvaal tiene el honor de ser el único equipo del país en ganar la Liga de Campeones de la CONCACAF en dos oportunidades, lo que lo convierte en el equipo con más copas internacionales en Surinam, además de haber eliminado al Robinhood en las ediciones de dicho torneo de 1986, en tercera ronda, y en 1990, en primera ronda; mientras que el Robinhood hizo lo propio pero en la edición de 1980 en tercera ronda.